# Рудниця (притока Грону)
Рудниця (словац. Rudnica або Kremnický potok) — річка в Словаччині, права притока Грону, протікає в окрузі Ж'яр-над-Гроном і Сениця.
Довжина — 21 км.
Бере початок в масиві Кремніцке-Врхи біля села Кремницьке Бане на висоті 784 метри. Впадає  річка Скалка. Протікає містом Кремниця.
Впадає у Грон біля міста Ж'яр-над-Гроном .